# Minister za infrastrukturo Republike Slovenije
Minister za infrastrukturo Republike Slovenije je politični vodja Ministrstva za infrastrukturo Republike Slovenije, ki ga predlaga predsednik Vlade Republike Slovenije in imenuje Državni zbor Republike Slovenije ter je po Zakonu o Vladi Republike Slovenije član Vlade Republike Slovenije.

## Zakonodaja
Funkcija ministra za infrastrukturo in prostor je bila vzpostavljena 9. septembra 2014 z vzpostavitvijo Ministrstva za infrastrukturo.

## Delovna področja
Delovna področja, za katera je odgovoren minister za infrastrukturo, so:
- kopenski promet,
- letalski in pomorski promet,
- energetika,
- trajnostna mobilnost in prometna politika ter
- preiskovanje v zvezi z varnostjo.

## Seznam
Seznam oseb, ki so opravljale funkcijo ministra za promet, kasneje za infrastrukturo in prostor:

#### Minister za promet in zveze
1. vlada Republike Slovenije
- Marjan Krajnc (16. maj 1990–14. maj 1992)

2. vlada Republike Slovenije
- Marjan Krajnc (14. maj 1992–25. januar 1993)

3. vlada Republike Slovenije
- Igor Umek  (25. januar 1993–27. februar 1997)

4. vlada Republike Slovenije
- Anton Bergauer (27. februar 1997–7. junij 2000)

5. vlada Republike Slovenije
- Anton Bergauer (7. junij 2000–30. november 2000)

#### Minister za promet
6. vlada Republike Slovenije
- Jakob Presečnik (30. november 2000–19. december 2002)

7. vlada Republike Slovenije
- Jakob Presečnik (19. december 2002–20. april 2004)
- Marko Pavliha (20. april 2004–3. december 2004)

8. vlada Republike Slovenije
- Janez Božič (3. december 2004–6. september 2007)
- Radovan Žerjav (11. september 2007–21. november 2008 )

9. vlada Republike Slovenije
- Patrick Vlačič (21. november 2008–10. februar 2012)

#### Minister za infrastrukturo in prostor
10. vlada Republike Slovenije
- Zvonko Černač (10. februar 2012–27. februar 2013)

11. vlada Republike Slovenije
- Igor Maher (20. marec 2013–2. april 2013)
- Samo Omerzel (2. april 2013–18. september 2014)

#### Minister za infrastrukturo
12. vlada Republike Slovenije
- Peter Gašperšič (19. septembra 2014–13. septembra 2018)

13. vlada Republike Slovenije
- Alenka Bratušek (13. september 2018–13. marec 2020)

14. vlada Republike Slovenije
- Jernej Vrtovec (13. marec 2020–1. junij 2022)

15. vlada Republike Slovenije
- Bojan Kumer (1. junij 2022–24. januar 2023)
- Alenka Bratušek (24. januar 2023–)